# ブラック・ホース・アンド・ザ・チェリー・ツリー
「ブラック・ホース・アンド・ザ・チェリー・ツリー」 (Black Horse and the Cherry Tree)は、スコットランド出身のシンガーソングライター、KTタンストールの楽曲で、2004年のデビュー・アルバム『アイ・トゥ・ザ・テレスコープ』に収録されている。この曲はボ・ディドリーが自身の名前を冠した1955年の楽曲で使用したボ・ディドリー・ビートを再び使った数ある曲の内の一つである。2005年2月21日にアルバムからリード・シングルとして発売され全英シングルチャートで同月に28位を記録した。翌年になるとヨーロッパ外でヒットし、カナダで7位、全米とニュージーランドで20位を記録した。

## 解説
KTタンストールは曲について
この曲は古いブルース、ナッシュビルのサイコビリー、それと靄のかかった想い出にインスパイアされているの。この曲は自分の道に迷っていることに気づいて、そこから選択をしなくてはならないことを歌っている。これは賭けや運命、自分の心の声を聴いて、あなたを連れ去ろうとする闇に打ち勝つ強さを身に着けることについての歌。
と語っている。
その他にこの曲はタンストールが夏にモペッドでギリシャを横断した際に、オリーブの林の中で大きな黒い馬が「気がふれてしまっている」のを見た経験からもインスパイアされていると明かした。彼女はこの曲をソン・オブ・デイヴのコンサートを見た数年後に書いており、これは彼女がブルース調の曲を書くきっかけにもなっている。「私の心臓が止まって死にそう」という歌詞は彼女が赤ん坊の時に心雑音を抱えていたことからきている。彼女は
「自分のハートが裏切られたような気になって、動くのをやめてしまったらという空想をしたの。この曲は自分がどういう人になりたいのか、深く自分自身を探るということについてなのよ。」と語っている 。
この曲はタンストール単独で演奏されることが多く、ループペダルを使って演奏したギターやヴォーカルをピースごとに重ね合わせ、バックトラックを即興で作り上げている。アルバム発売前に『レイター...ウィズ・ジュールズ・ホーランド』にゲスト出演してこの曲を演奏したことはタンストールのキャリアにとって重要な出来事だった。この曲でタンストールは2005年にQが選んだ最優秀シングル賞を獲得し、2007年のグラミー賞でも最優秀女性ポップ・ヴォーカル・パフォーマンス賞にノミネートされた。
アルバム・バージョンはCBCテレビジョンの『ワイルド・ローゼス』のオープニング曲に使用された。この曲はAly & AJによってペプシ・スマッシュの為にカバーされて、日本限定で再発売された彼らのセカンド・アルバム『眠らない世界:インソムニアティック』に収録された。この曲はThe WBが番組『恋するアンカーウーマン』と2006年全米オープン (テニス)の宣伝に使用した。この曲のビデオはVH1が選ぶ「2006年、最も素晴らしいビデオ40選」で第19位に選ばれた。番組の中でタンストールはこれまでに彼女が真っ赤な口紅を塗ったのはこのビデオの撮影日だけだったと明かした。

## チャート成績
イギリスでは最初の週に第28位を記録し、3週間後にはトップ75から外れてしまった。全米ではBillboard Hot 100の下の方に最初は位置していたものの、『アメリカン・アイドル』の第5シーズンでキャサリン・マクフィーがビルボード・チャートをベースにした選曲の中でこの曲を歌うと、この曲は一躍有名になった。79位から23位まで一気に跳ね上がり、最終的に第20位を記録。タンストールにとって最初で、現在まで唯一の同チャートにおけるトップ20シングルになった。キャサリンは2006年5月23日、彼女にとって番組最後となるパフォーマンスで再びこの曲を歌ったがテイラー・ヒックスに敗れ準優勝となった。

## シングル収録曲
UK / ヨーロッパ CDシングル
1. "Black Horse & the Cherry Tree"
2. "One Day" (live)

UK 7インチ・シングル
A. "Black Horse & the Cherry Tree" – 2:51
B. "Barbie" – 2:23
オーストラリア CDシングル
1. "Black Horse & the Cherry Tree"
2. "One Day" (live)
3. "Barbie"
4. "Black Horse & the Cherry Tree" (instrumental)

## クレジット
『アイ・トゥ・ザ・テレスコープ』のブックレットより
スタジオ
- ロンドンにあるメトロフォニックでミックスが行われた。
- マスタリングはロンドンにある360マスタリングで行われた。

 演奏 
- KT Tunstall – 作詞作曲、ヴォーカル、ギター、ベース、パーカッション
- Luke Bullen – パーカッション
- Andy Green – プロダクション
- Steve Osborne – オリジナルのヴォーカル・レコーディング
- Ren Swan – ミキシング
- Bruno Ellingham – エンジニア
- Graham Deas – エンジニア・アシスタント
- Dick Beetham – マスタリング

## チャート
| チャート (2005–2007)                     | 最高 順位 |
| ---------------------------------------- | --------- |
| オーストリア (Ö3 Austria Top 40)         | 31        |
| ベルギー (Ultratop 50 Flanders)          | 35        |
| ベルギー (Ultratip Wallonia)             | 8         |
| カナダ (Nielsen SoundScan)               | 7         |
| フランス (SNEP)                          | 23        |
| ドイツ (GfK Entertainment charts)        | 51        |
| アイルランド (IRMA)                      | 16        |
| イタリア (FIMI)                          | 10        |
| オランダ (Single Top 100)                | 80        |
| ニュージーランド (Recorded Music NZ)     | 20        |
| スコットランド (Official Charts Company) | 10        |
| スイス (Schweizer Hitparade)             | 92        |
| UK シングルス (OCC)                      | 28        |
| US Billboard Hot 100                     | 20        |
| US Adult Alternative Songs (Billboard)   | 1         |
| US Adult Contemporary (Billboard)        | 4         |
| US Adult Top 40 (Billboard)              | 1         |
| US Pop Airplay (Billboard)               | 15        |

| チャート (2006)                   | 順位 |
| --------------------------------- | ---- |
| US Billboard Hot 100              | 57   |
| US Adult Contemporary (Billboard) | 12   |
| US Adult Top 40 (Billboard)       | 5    |

| チャート (2007)                   | 順位 |
| --------------------------------- | ---- |
| US Adult Contemporary (Billboard) | 21   |

## 認定
| 国/地域                                                       | 認定     | 認定/売上数 |
| ------------------------------------------------------------- | -------- | ----------- |
| オーストラリア (ARIA)                                         | Gold     | 35,000^     |
| カナダ (Music Canada)                                         | Platinum | 10,000^     |
| イギリス (BPI)                                                | Silver   | 200,000     |
| ^ 認定のみに基づく出荷枚数 · 認定のみに基づく売上数と再生回数 |          |             |

## 発売日
| 国/地域  | 発売日        | 規格                         | レーベル     | Ref.   |
| -------- | ------------- | ---------------------------- | ------------ | ------ |
| イギリス | 2005年2月21日 | 7インチシングル CD           | リレントレス | [ 34 ] |
| 全米     | 2005年10月3日 | Triple A radio               | ヴァージン   | [ 35 ] |
| 全米     | 2006年10月9日 | Hot adult contemporary radio | ヴァージン   | [ 36 ] |
| 全米     | 2006年3月27日 | Contemporary hit radio       | ヴァージン   | [ 37 ] |